# Ауэталь
Ауэталь (нем. Auetal) — община в Германии, в земле Нижняя Саксония.
Входит в состав района Шаумбург.  Население составляет 6274 человека (на 31 декабря 2010 года). Занимает площадь 62,15 км².
Коммуна подразделяется на 16 сельских округов.
| Год  | Население |
| ---- | --------- |
| 1990 | 6084      |
| 1995 | 6429      |
| 2000 | 6584      |
| 2005 | 6543      |
| 2010 | 6306      |